# Cheliplana marcusi
Cheliplana marcusi är en plattmaskart som först beskrevs av Tor Karling 1956.  Cheliplana marcusi ingår i släktet Cheliplana, och familjen Karkinorhynchidae. Arten är reproducerande i Sverige.